# Referendumul constituțional din România, 1991
Referendumul constituțional din 1991 din România a fost convocat la data de 8 decembrie 1991 pentru adoptarea Constituției României. Acesta a fost primul referendum în România postdecembristă.

## Poziția forțelor politice înainte de referendum
Frontul Salvării Naționale (FSN), care a fost atunci partidul supermajoritar la putere/guvernare, a îndemnat alegătorii să voteze „pentru” la referendum. Aceeași poziție a avut-o și Partidul Unității Națiunii Române (PUNR).
Pentru boicotarea referendumului s-au pronunțat partidele de opoziție Partidul Național Țărănesc Creștin Democrat (PNȚCD) și Partidul Național Liberal (PNL). O parte din susținătorii acestora au mers totuși la vot și au votat împotrivă.

## Rezultate
S-au exprimat 10.948.468 (67% ?) de alegători:
- pentru 77,3% (FSN, PUNR)
- împotrivă 20,4% (UDMR/RMDSZ, PNȚCD, PNL)
- anulate 2,3%